# Geschichte der Videospiele 1970–1979
Nachfolgend die wichtigsten Daten zur Computer- und Videospielgeschichte von 1970 bis 1979.

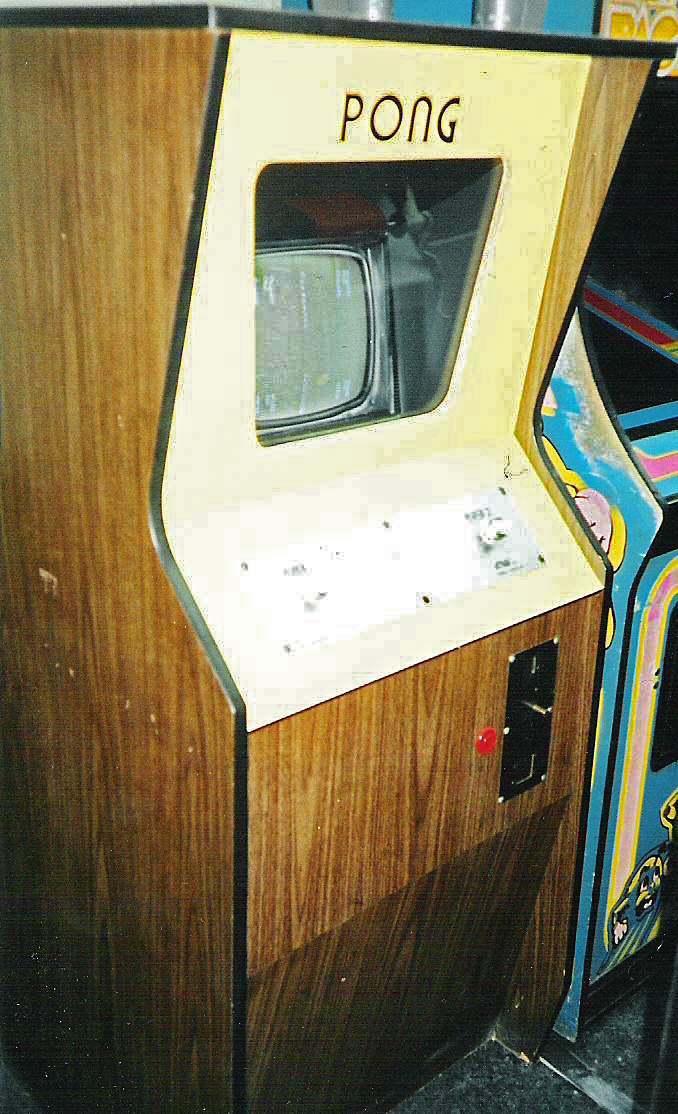
Pong (Arcade-Automat) 1972

## Plattformen
In den 1970er Jahren erschienen weiterhin Spiele auf Großrechnern, hinzu kamen ab 1971 Arcade-Spiele, ab 1972 erste, noch festverdrahtete Spielkonsolen (insbesondere Pong-Telespiele), und ab 1977 Heimcomputer. Spielkonsolen mit wechselbaren Spielmodulen setzen sich hauptsächlich gegen Ende der 1970er Jahre durch, Heimcomputer wegen der noch hohen Preise erst Anfang der 1980er Jahre. Ferner gab es elektronisches Spielzeug und tragbare Handheld-Konsolen (ab 1979). Mikroprozessoren (8-Bit) wurden erst allmählich verwendet.

### Arcade-Spiele
Siehe Chronik der Spiele weiter unten.

### Konsolen

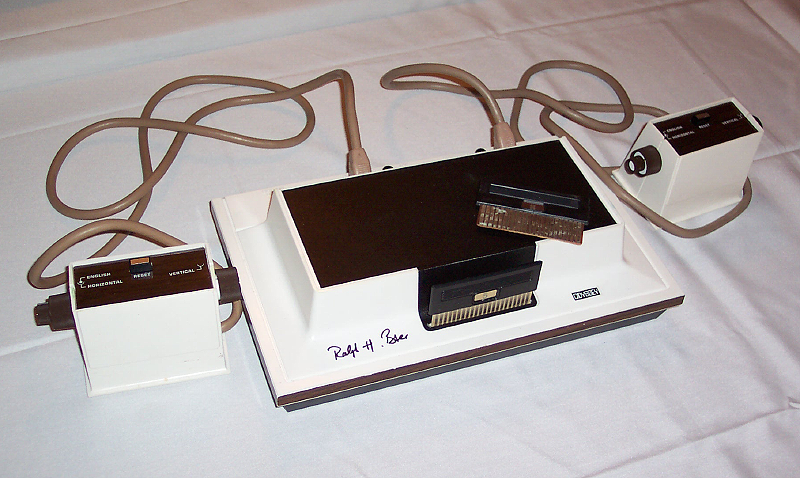
Magnavox Odyssey (1972)

Die erste Spielkonsole, die Magnavox Odyssey von Ralph Baer erschien 1972. Weitere wichtige Konsolen waren beispielsweise
- Magnavox Odyssey (1972)
- Zanussi Ping-O-Tronic (1974, erste Konsole in Europa)
- TV Tennis Electrotennis (1975, erste Konsole in Japan)
- Atari Home Pong (1975)
- Coleco Telstar (1976)
- Fairchild Channel F (1976, 2. Konsolengeneration)
- RCA Studio II (1977)
- Bally Astrocade (1977)
- Nintendo Color TV-Game (1977)
- Atari 2600 (1977, erfolgreichste Konsole)
- APF M1000 (1978)
- Interton VC4000 (1978, einzige deutsche Konsole)
- Philips G7000 (1978) (in USA als Odyssey² vermarktet)
- Intellivision (1979)

#### Handheld-Konsole
- Microvision von Milton Bradley (1979)

### Heimcomputer

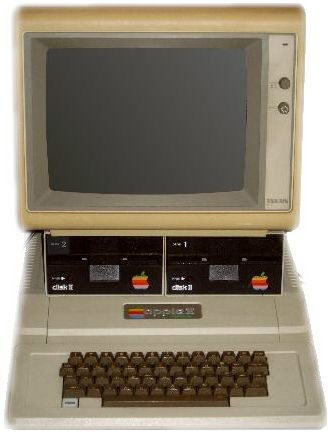
Apple II (1977)

- Apple II (1977)
- Tandy TRS-80 Model 1 (1977)
- Commodore PET 2001 (1977)
- Atari 400 (1979)

## Beliebte Genres der Zeit
In den 1970er Jahren waren einerseits einfache Spielprinzipien wie Geschicklichkeitsspiele und „Fun“-Spiele beliebt, teilweise auch Sport- und Rennspiele, die in den Spielhallen erschienen. Außerdem gab es die meist anspruchsvolleren Simulationen, Rollenspiele und Adventures der Großrechner. Am Ende der Dekade waren insbesondere Shooter beliebt. Außerdem konnten mit Auftreten der ersten Heimcomputer selbst Spiele programmiert werden. Spiele der 70er und 80er Jahre werden oft als Retrospiele bezeichnet.

## Wichtige Entwickler
- Nolan Bushnell, Firma Atari, Spiel Pong u. a.
- Ralph Baer (Entwickler der ersten Spielkonsole)
- Don Daglow, Entwickler vieler einflussreicher Spiele, In den 1970ern zunächst für Großrechner (z. B. Star Trek)
- William Crowther, Entwickler des ersten Adventures Adventure (Computerspiel, 1976)

### Wichtige Firmen
Der wichtigste Publisher des Jahrzehnts war Atari.
Ferner existierten Namco, Taito, Konami, Bally Midway, Nintendo, Sega und andere. Ende der 70er Jahre kamen im Heimcomputersektor insbesondere Apple, Tandy/RadioShack, Commodore und Texas Instruments hinzu, die neben der Hardware auch Spiele und Anwendungen veröffentlichten.

## Datenträger
Gängiges Speichermedium für Konsolen waren Cartridges, sofern die Spiele nicht nur eingebaut waren. Bei Heimcomputern wurden meist Compact Cassetten und teilweise auch 5,25" Disketten eingesetzt.

## Chronik / Wichtigste Spiele des Jahrzehnts

Pong (1972)

- Computer Space (1971) erstes Arcade-Videopiel überhaupt
- Pong (1971)  Arcade-Spiel und später Spielkonsole
- dnd (1974) ältestes erhaltenes Rollenspiel
- Tank (1974) erstes Spiel mit ROMs, zunächst Arcade-Spiel
- Maze War (1974) erster First-Person-Shooter
- Gun Fight (1975), erstes Spiel mit Mikroprozessor, zunächst Arcade-Spiel
- Adventure (Computerspiel, 1976), erstes (Text-)Adventure
- Night Driver (1976) erste 3D-Rennsimulation, zunächst Arcade-Spiel
- Empire (1977) erstes Mehrspieler-Strategiespiel
- Space Invaders (1978) einflussreiches Spiel, Beginn der goldenen Ära der Arcade-Spiele
- Multi User Dungeon / MUD (1978)
- Asteroids (1979) erfolgreiches Vektor-Spiel, zunächst Arcade-Spiel
- Galaxian (1979) erstes Spiel mit RGB-Farbgrafik, zunächst Arcade-Spiel
- Star Raiders (1979) Spiel für die ersten Atari-Heimcomputer